# Wysokie Skałki (Góry Sowie)
Wysokie Skałki (niem. Hoher Stein) – zespół form skalnych w południowo-zachodniej Polsce, w Sudetach Środkowych, w Górach Sowich.
Skałki położone są w południowo-wschodniej części Gór Sowich, po południowej stronie od Przełęczy pod Szeroką, na północny wschód od miejscowości Wolibórz.
Grupa oryginalnie ukształtowanych w różnym zagęszczeniu gnejsowych skałek, rozrzucona jest na północnym zboczu wzniesienia Malinowa na wysokości około 750–800 m n.p.m. między szczytem a Przełęczą pod Szeroką.
Skałki położone są na Obszarze Chronionego Krajobrazu Gór Sowich i Bardzkich.

## Turystyka
Obok skałek, po północnej stronie przechodzi szlak turystyczny:
- – czerwony fragment Głównego Szlaku Sudeckiego, który prowadzi partią grzbietową przez całe Góry Sowie.